# Бернардинское кладбище (Вильнюс)
Бернарди́нское кла́дбище — один из древнейших и ценных в историко-культурном отношении некрополей Литвы, расположено в Вильнюсе, в районе Ужупис. Комплекс кладбища, включающий 142 могилы и надгробных памятников, включён в Регистр культурных ценностей Литовской Республики и охраняется государством как объект национального значения (код 10660).

## История

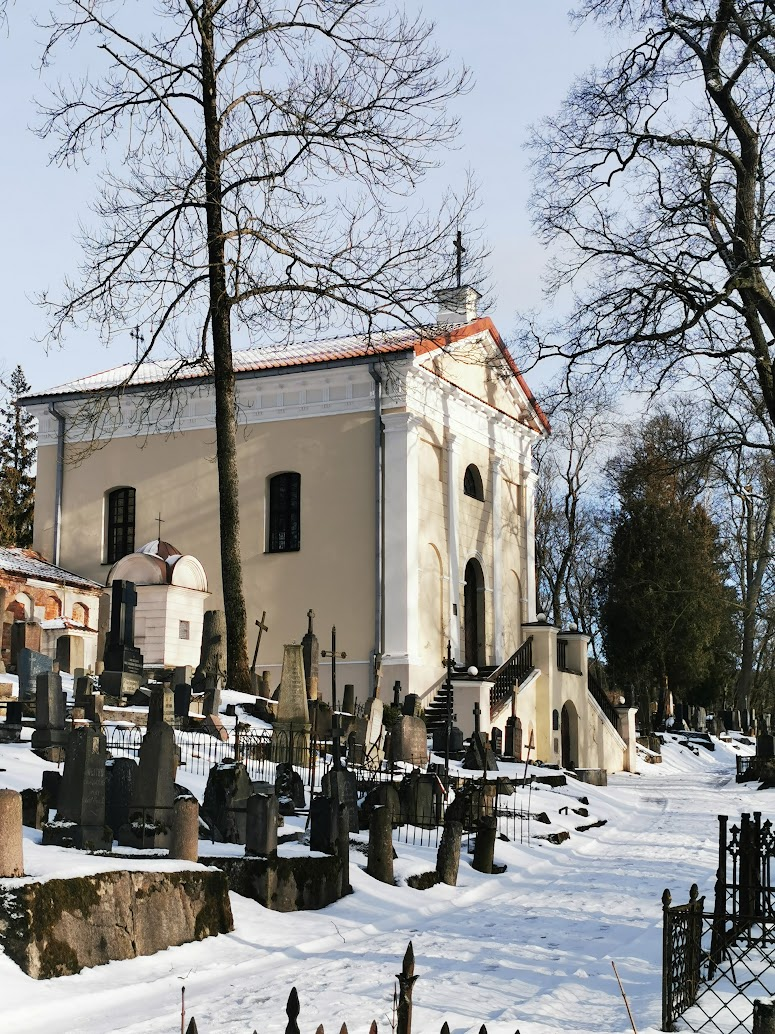
Часовня

В начале XIX века в Вильне, как и в других европейских городах, кладбища начали выносить за городскую черту, а существовавшие в центре города у храмов и монастырей закрывались. Подлежало закрытию старое бернардинское кладбище, действовавшее в XV—XVIII веках между бернардинским костёлами Святого Франциска, Святой Анны и Святого Михаила. 
В 1810 году городская дума выделила немецкой римско-католической конгрегации, возглавляемой монахами-бернардинцами, участок земли у Полоцкого тракта и Жвировой горы для нового кладбища. Новое кладбище освящено 14 октября 1810 года. В память об этой дате возведена инаугурационная памятная часовня.

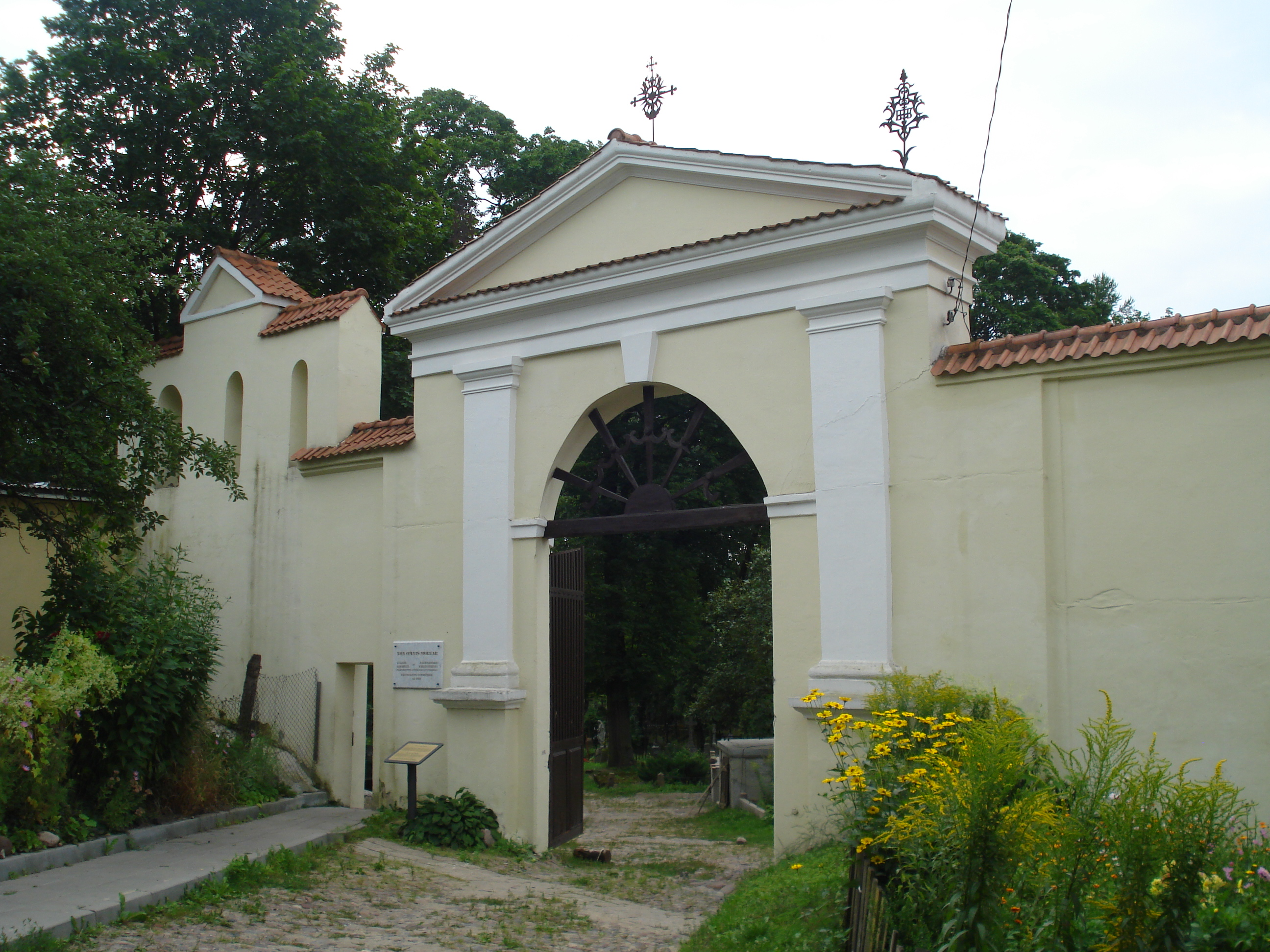
Ворота

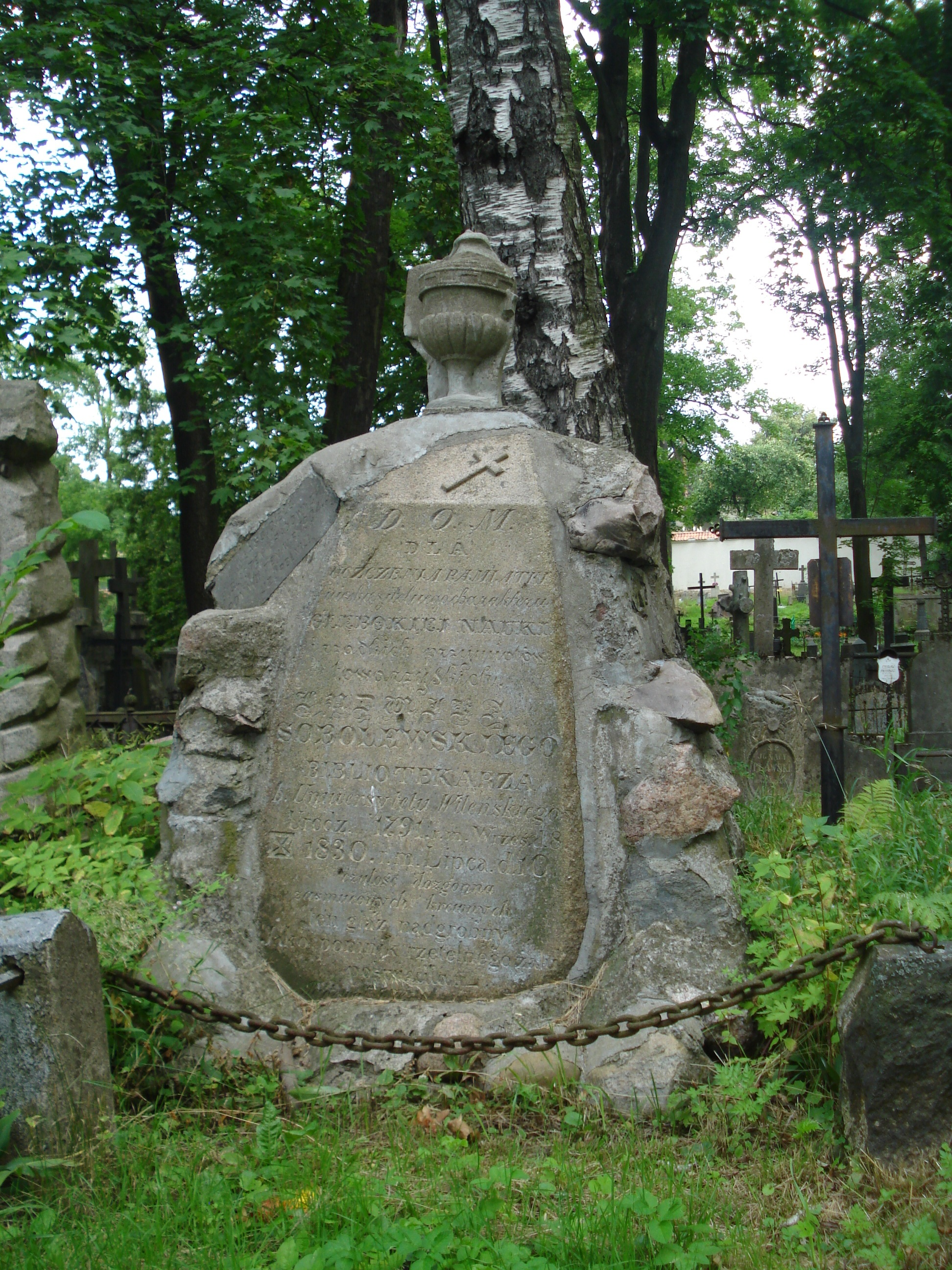
Могила писателя и историка Людвика Соболевского (1791—1830)

Декорированные скромными пилястрами, увенчанные тимпаном с тремя коваными крестами ворота кладбища в классицистском стиле воздвигнуты в 1820 году. На них имеется надпись «Non omnis moriar» («Весь я не умру»). 
К воротам прилегает звонница на три колокола. Известно, что во время восстания 1863 года повстанцы хранили здесь оружие. В подземельях этого здания хоронили важных горожан (всего 49 захоронений). 
В конце 1850-х годов бернардинцы начали добиваться расширения кладбища. 
В 1860 году городская дума выделила примыкающий к западной части кладбища дополнительный участок. Он был освящён 21 октября 1861 года, в память о чём был сооружён деревянный крест.
В XIX веке построен трёхэтажный колумбарий. В 1812 году, во время нашествия Наполеона, он был разрушен а все тела были сброшены в яму возле часовни и закопаны. Гораздо позже, в конце 1990-х годов, одна часть колумбария была отреставрировна. Это единственный в Литве памятник подобного рода.
Во второй половине XX века кладбище пришло в запустение и упадок. В настоящее время при участии двух фондов (Литвы и Польши) реализуется рассчитанная на пять лет программа реставрации кладбища. 10 марта 2005 года во время государственного визита в Литву президента Польши Александр Квасьневский и Валдас Адамкус открыли мемориальную таблицу на Бернардинском кладбище с надписью о том, что они обязуются быть покровителями реставрации кладбища.

## Захоронения
Похороненные на Бернардинском кладбище